# 상주 양진당
상주 양진당(尙州 養眞堂)은 대한민국 경상북도 상주시 낙동면에 있는 조선시대의 가옥이다. 2008년 7월 10일 대한민국의 보물 제1568호로 지정되었다.

## 개요
상주 양진당은 검간(黔澗) 조정(趙靖)이 1626년 처가인 안동의 천전동에 있던 가옥을 옮겨 지은 것으로 상량문을 통해 알 수 있다. 또한, 종도리에서 기록이 나온 것으로 보아 1807년(순조 7)에 중수한 사실을 확인할 수 있다.
상주 양진당은 전체적으로 정면 9칸, 측면 7칸의 규모의 ‘ㅁ’자형 평면을 한 고상식 건물로서 퇴칸 전면에 세운 6개 기둥은 통재를 사용하였는데, 특이하게 하층부분에는 방형으로 치목하고 상부는 원형으로 다듬었다.
지붕은 정침의 툇마루 상부만 겹처마로 하고 나머지는 홑처마로 하였는데, 겹처마의 경우 일반적으로 원형 서까래에 방형 부연을 얹는데 비해 양진당은 서까래를 네모지게 다듬어 부연과 같은 모습을 취하게 했다.
본채의 3칸 온돌방 전면과 3칸 대청 배면에 나있는 창호는 모두 중간설주가 있는 영쌍창이다.
이 건물은 소위 고상식 주거에 속하는 것으로 건물 바닥을 지면에서 1미터 이상 높게 마련하면서 고상식 주거에서는 보기 드문 구들을 설치한 점에서 조선시대 주거유형의 다양성을 보여주는 귀중한 사례이다. 방이 두 줄로 나열되는 겹집의 형식을 취하고 있는 점도 특색이며 기둥은 굵은 부재를 사용하면서도 모서리를 접어서 투박하게 보이지 않게 하는 기술적 성숙도를 보이고 있어 역사적·학술적·예술적 가치가 높은 건물로 평가된다.

## 같이 보기
- 상주 검간 조정 문집목판 - 경상북도 문화재자료 제656호

## 참고 자료
- 상주 양진당 - 국가유산청 국가유산포털